# Weißstirn-Messerfisch
Der Weißstirn-Messerfisch (Apteronotus albifrons) ist ein Süßwasserfisch aus der Ordnung der Neuwelt-Messerfische (Gymnotiformes). Er kommt in Südamerika östlich der Anden vom Orinoko bis zum Río de la Plata und im westlich der Anden gelegenen Río Magdalena vor.

## Merkmale
Weißstirn-Messerfische besitzen einen langgestreckten, seitlich stark abgeflachten Körper. Eine kleine Schwanzflosse ist vorhanden. Rückenflosse und Bauchflossen fehlen. Die Fische werden etwa 50 cm lang. Die lange, sich fast über die gesamte Körperlänge erstreckende Afterflosse ist das Hauptantriebsorgan der Fische. Sie ermöglicht es ihnen, durch wellenförmige Bewegungen sowohl vorwärts als auch rückwärts zu schwimmen. Der Weißstirn-Messerfisch ist schwarzblau bis dunkelbraun gefärbt. Einzige Farbmarkierungen sind zwei weiße Bänder um den Schwanzflossenstiel und ein schmaler weißer Strich auf der Stirn. Die Fische besitzen ein schwaches elektrisches Organ, das aus umgewandelten Nervenzellen besteht und bis zum Schwanz reicht.

## Lebensweise
Weißstirn-Messerfische leben ausschließlich in Fließgewässern mit starker Strömung und sandigem Boden. Sie sind nachtaktiv und ernähren sich vor allem von Insektenlarven.